# Annette Klug
Annette Klug, född den 24 januari 1969 i Singen, Tyskland, är en tysk fäktare som ingick i det västtyska lag som tog OS-guld i damernas lagtävling i florett i samband med de olympiska fäktningstävlingarna 1988 i Seoul.